# Cropp (značka)
Cropp (dříve Cropp Town) je oděvní značka a maloobchodní řetězec, který vlastní společnost LPP a který se specializuje na streetwearové oblečení. Sídlo společnosti se nachází v polském Gdaňsku. V roce 2021 měla společnost v Evropě 356 prodejen, které se nacházely v 17 zemích, z toho 170 v Polsku a 186 v dalších zemích. Kromě toho provozovala online prodej ve 13 zemích. Byla založena v roce 2004.